# Уинское сельское поселение
Уинское се́льское поселе́ние — муниципальное образование в Уинском районе Пермского края Российской Федерации.
Административный центр — село Уинское.

## История
Статус и границы сельского поселения установлены Законом Пермской области от 9 декабря 2004 года № 1870-403 «Об утверждении границ и о наделении статусом муниципальных образований Уинского района Пермской области»

## Население
| 2010  | 2012  | 2013  | 2014  | 2015  | 2016  | 2017  |
| ----- | ----- | ----- | ----- | ----- | ----- | ----- |
| 4703  | ↘4566 | ↘4498 | ↗4506 | ↗4560 | ↗4591 | ↗4639 |
| 2018  | 2019  |       |       |       |       |       |
| ↘4558 | ↘4443 |       |       |       |       |       |

## Состав сельского поселения
| №  | Населённый пункт    | Тип населённого пункта       | Население |
| -- | ------------------- | ---------------------------- | --------- |
| 1  | Горшковский Выселок | деревня                      | 3         |
| 2  | Екатериновка        | деревня                      | 15        |
| 3  | Забродовка          | деревня                      | 37        |
| 4  | Иренский            | посёлок                      | 30        |
| 5  | Казьмяшка           | деревня                      | 29        |
| 6  | Козловка            | деревня                      | 0         |
| 7  | Кочешовка           | деревня                      | 167       |
| 8  | Салаваты            | деревня                      | 98        |
| 9  | Салакайка           | деревня                      | 5         |
| 10 | Уинское             | село, административный центр | ↘4178     |
| 11 | Шамагулы            | деревня                      | 15        |